# Annise Parker

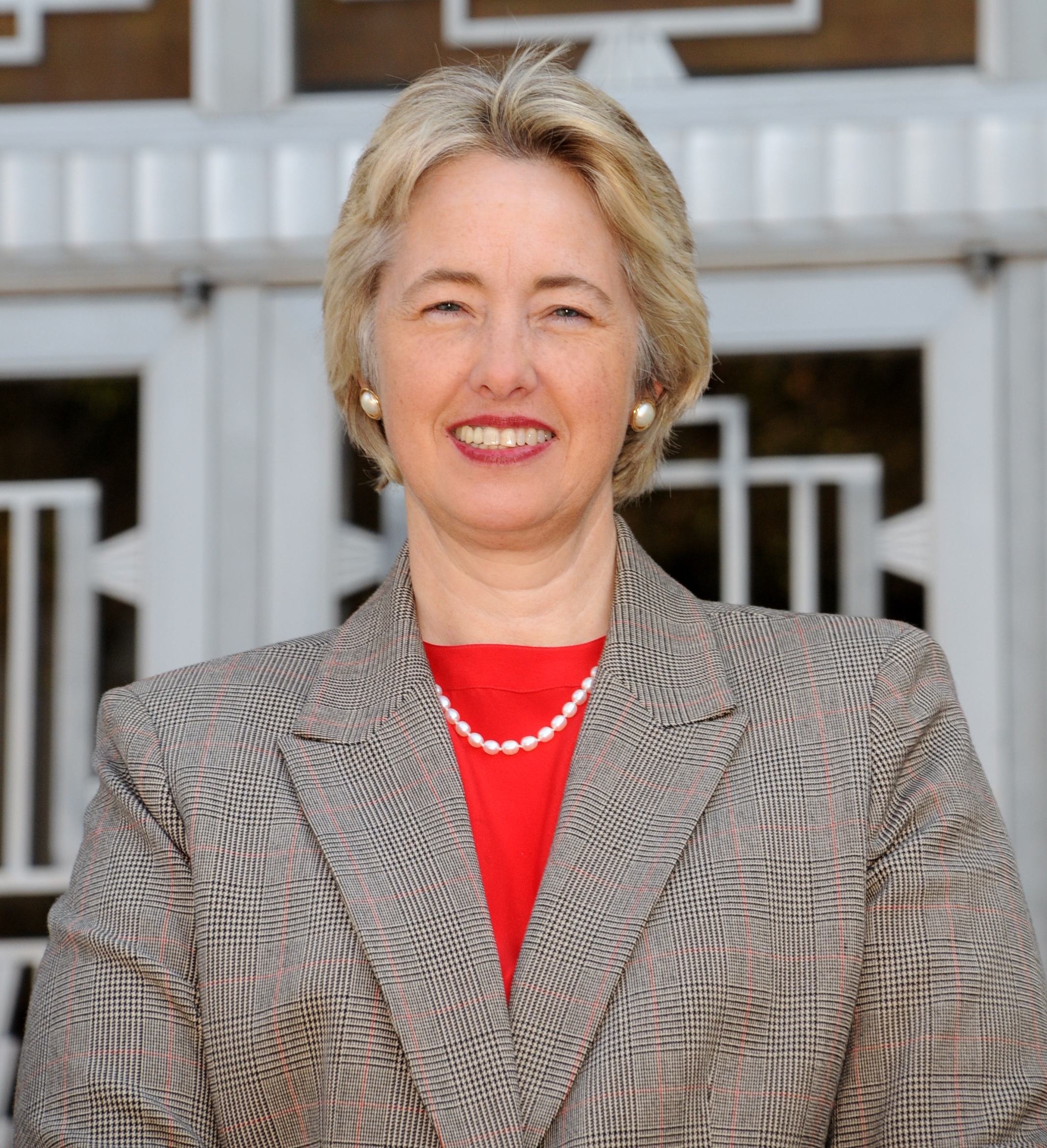
Annise Parker (2008)

Annise Danette Parker (* 17. Mai 1956 in Houston, Texas) ist eine US-amerikanische Politikerin (Demokratische Partei). Von Januar 2010 bis Januar 2016 war sie Bürgermeisterin von Houston.

## Leben
Parker wuchs in einem Vorort von Houston auf. 1971 wurde ihr Vater, der beim Roten Kreuz beschäftigt war, nach Deutschland versetzt, und sie verbrachte zwei Jahre in Mannheim. Sie studierte an der Rice University und schloss ihr Studium 1978 ab. Sie war danach über 20 Jahre lang in der Öl- und Gasindustrie tätig. Seit 1997 war sie Mitglied im Stadtrat von Houston und wurde 1999 und 2001 wiedergewählt. Ab 2003 arbeitete sie als Leiterin des Rechnungswesens der Stadt; auch in diesem Amt wurde sie zweimal bestätigt.
Im November 2009 errang sie die meisten Stimmen in der Wahl zum Bürgermeister, jedoch nicht die erforderliche Mehrheit. Daher erfolgte im Dezember eine Stichwahl gegen den zweitplatzierten Gene Locke, welche sie mit über 53 Prozent der abgegebenen Stimmen für sich entschied. Im Januar 2010 trat sie die Nachfolge von Bill White an, der seit 2003 im Amt war und nach drei Amtszeiten nicht wieder kandidieren durfte. Annise Parker wurde damit die erste offen homosexuelle Bürgermeisterin einer Großstadt in den USA.  Parker ist zudem Mitglied des Aufsichtsrates des Holocaust Museum Houston sowie des Verwaltungsrates des Houston Zoos. Nach drei Amtszeiten durfte sie nicht erneut kandidieren. Ihr Nachfolger wurde Sylvester Turner.
Parker lebt seit 1990 mit ihrer Partnerin Kathy Hubbart zusammen und hat gemeinsam mit ihr zwei Kinder adoptiert.